# 施特凡妮·贝克特
施特凡妮·贝克特（德語：Stephanie Beckert，1988年5月30日—），德国女子速度滑冰运动员。她曾代表德国获得2010年冬季奥运会速度滑冰比赛女子团体追逐赛金牌。她也参加了2014年冬季奥运会。